# Disparando a perros
Disparando a perros es una película de 2005, dirigida por Michael Caton-Jones. 
Fue lanzado en los Estados Unidos como Beyond the Gates, protagonizada por John Hurt, Hugh Dancy y Clare-Hope Ashitey. Se basa en las experiencias del productor de noticias de la BBC David Belton, quien trabajó en Ruanda durante el genocidio de Ruanda. Belton es el coguionista de la película y uno de sus productores.
El escenario de la película es la École Technique Officielle (ETO) en Kigali, Ruanda, en 1994, durante el genocidio de Ruanda. Hurt interpreta a un sacerdote católico (basado libremente en Vjeko Curic) y Dancy, un profesor de inglés, ambos europeos, que están atrapados en los eventos del genocidio.
A diferencia del Hotel Rwanda, que se filmó en Sudáfrica con actores sudafricanos, la película se filmó en la ubicación original de las escenas que retrata. Además, muchos sobrevivientes de la masacre fueron empleados como parte del equipo de producción y papeles menores de actuación.
El título de la película se refiere a las acciones de los soldados de la ONU al disparar a los perros callejeros que limpiaron los cuerpos de los muertos. Dado que a los soldados de la ONU no se les permitió disparar contra los extremistas hutus que habían causado la muerte en primer lugar, el disparo de perros es un símbolo de la locura de la situación que la película intenta capturar.[cita requerida]

## Argumento
Joe Connor (Hugh Dancy) es un joven profesor británico que viaja a Ruanda para dar clases en el centro que regenta el misionero  Padre Christopher (John Hurt)  Cuando el avión del presidente de Ruanda Juvénal Habyarimana es derribado por los guerrilleros del Frente Patriótico Ruandés, se desencadena la persecución de la etnia minoritaria tutsi de la mano de la mayoría hutu que comienza a perseguir y asesinar a todos los ciudadanos tutsis.
En la primera noche la escuela del Padre Christopher sirve como refugio para un grupo de tutsis que huyen de los soldados hutus que están asesinando a la población. En la escuela se 
encuentra un destacamenco de una misión de paz belga de las Naciones Unidas que protegen la escuela del asalto hutu. Conforme pasan los días la stiuación en el país se vuelve cada vez más tensa, llegando a ser rodeada la escuela por un numeroso grupo de Interahamwes. Joe Connor y el Padre Christopher intentan conseguir ayuda internacional, pero a los pocos días llega un convoy francés que evacúa exclusivamente a los europeos. Seguido de los franceses, las Naciones Unidas mandan evacuar la escuela al destacamento belga, ordenando dejar atrás a los refugiados tutsis. En este momento Joe Connor decide huir del país junto a los belgas, siendo su última oportunidad de escapar, mientras que el Padre Christopher se queda en la escuela sacrificándose junto a los refugiados.
En la escena final, el padre Christopher consigue sacar del recinto a un grupo de niños tutsis en el camión de la escuela, salvándolos de la masacre que se acaba cerniendo sobre los adultos. Sin embargo, se encuentra con un control de carreteras donde le ordenan que baje y se identifique. Christopher trata de convencer a un viejo amigo de que le deje pasar, pero sus argumentos no le convencen y es disparado por su amigo. Es entonces cuando descubre que los niños han bajado del camión y han conseguido escapar de los hutus amparados en la oscuridad, haciendo que su sacrificio no sea en vano.
La película acaba con el reencuentro entre Joe Connor, que ahora es profesor de música en un colegio de Inglaterra, y una de las niñas que sobrevivieron al genocidio gracias al sacrificio del Padre Christopher.

## Contexto histórico general
Para retomar el conflicto Hutu y Tutsi debemos remontarnos al final de la Segunda Guerra Mundial. Europa se encontraba destruida, las gloriosas potencias coloniales del siglo XIX se vieron reducidas a un segundo plano en un tablero que se estaba situando para un nuevo mundo bipolar con los Estados Unidos de América y la Unión de Repúblicas Socialistas Soviéticas a la cabeza de lo que pasaría a conocerse como la Guerra Fría. Las potencias europeas por la presión internacional, y de las colonias, fueron dando la independencia a los distintos estados conformados durante el reparto en Berlín durante la era de la colonización.
Ruanda, el país de nuestro interés, es un país en el que históricamente las etnias hutus y tutsi convivieron con sus más y con sus menos. Unas veces gobernaban unos y otras veces los otros, por lo que el odio entre las dos etnias fue en alza durante bastante tiempo y era normal que se desatasen tantos conflictos que llevara a la matanza entre ambos.
En 1994, la cosa era diferente, el mundo vio como caía la Unión Soviética, el cómo Estados Unidos empezaba a actuar de forma unilateral e injusta en muchos casos. Con este panorama, muchos estados dictatoriales africanos que antes pertenecían a uno de los dos bandos empezaron a caer por la falta de un estado que los apoyara (en el caso de las dictaduras comunistas) y por la falta de interés de Estados Unidos en el continente africano en su totalidad.

## Valoración histórica
La película se posiciona claramente condenando los hechos y defendiendo a la población tutsi. No es para menos, puesto que las cifras resultan devastadoras, señalando además que al genocidio suele atribuírsele una duración de tan solo cuatro meses. Pese a esto narrar sólo la represión que sufrieron los tutsis es inexacto y olvida también a aquellos hutus que se negaron a ser partícipes de la barbarie. Además de esto el Frente Patriótico Ruandés apenas es mencionado en la película pese a desencadenarse el genocidio parcialmente debido a su atentado,[cita requerida] aunque es cierto que la situación de tensión ya venía gestando desde muy lejos. Por esto parte de la responsabilidad del genocidio también lo tienen estos radicales tutsis que durante el proceso de guerra civil también tuvo responsabilidades en el asesinato de hutus desarmados. Señalar estos aspectos mejoraría la perspectiva de la película sin dejar de señalar la responsabilidad del gobierno y la sociedad hutu en este crimen contra la humanidad perpetrado con la colaboración de medios de comunicación, cuerpos de seguridad, gobierno y población.
Probablemente este unilateralismo a favor de los tutsis masacrados se deba a una falta de documentación sobre los hutus moderados y la ausencia de relatos y experiencias de estos que inspirasen al director de la película para hacerles también justicia. El peso de los participantes tutsis en la grabación hubo de ser muy grande.
En conjunto la película da voz a los tutsis que fueron víctimas del genocidio. Es importante mencionar que la película confronta el relato oficial creado por Estados Unidos y las Naciones Unidas sobre su supuesta incapacidad para actuar en el país, cuando los gobiernos y organizaciones trataron a toda costa de evitar involucrarse en el conflicto o intentar detenerlo. Con esto ha aportado visibilidad a este hecho histórico, que es ya uno de los más conocidos de la historia reciente de África. Del film también se pueden extraer otras conclusiones evidentes y es cómo el colonialismo europeo creó estados artificiales sin basarse en fronteras preestablecidas ni en divisiones de grupos sociales, sino que juntó poblaciones enemistadas en una misma bandera. Esto sumado al pobre proceso descolonizador llevado a cabo y a la ausencia de identidades nacionales reales llevó a que similares sucesos a los del genocidio ruandés emergiesen en todo el continente africano, aunque ninguno adoptaría la fiereza de este.

## Comentarios
Basado en la obra de Richard Alwyn y David Belton, la película se basa en hechos reales protagonizados por el padre Vjeko Curic, sacerdote católico que salvó la vida a un número indeterminado de tutsis de las matanzas de los hutus, pereciendo él mismo asesinado. Entre otros protegió y salvó a David Belton. Él era un reportero de la BBC que viajó a Ruanda a cubrir la guerra. El sacerdote le acompañó y le protegió en numerosas ocasiones, y gracias a sus reportajes muchos supieron de los horrores de aquel genocidio. Cuando tiempo después Belton supo del asesinato del padre Curic, decidió escribir el argumento junto a Richard Alwyn y producir la película.

## Recepción Crítica
La cinta recibió una opinión generalmente positiva de la crítica. El sitio Rotten Tomatoes informa una calificación de aprobación del 84% basada en 63 revisiones, con una calificación promedio de 7.2 / 10. El consenso crítico del sitio web dice: "Los personajes humanos complejos y el rodaje en el mismo lugar de los hechos le dan a Beyond the Gates una tensión palpable y urgencia". El crítico de The Guardian, Rob Mackey escribió: "Si no supieras la historia, podrías esperar la película se convertirá en una pequeña comedia de choque cultural ... Shooting Dogs cuenta con una ubicación real: la escuela en Kigali, donde se desarrolló la pesadilla ". En The New Statesman, Victoria Segal escribió: "Shooting Dogs se rodó disparo en Kigali y la geografía desempeña un papel importante en la generación de un miedo absoluto: las calles extrañamente desiertas, los cuerpos en la maleza, la humedad y el polvo. Está lleno de momentos punzantes de mal…"